# Love Again : un peu, beaucoup, passionnément
Pour les articles homonymes, voir Love Again.
Pour plus de détails, voir Fiche technique et Distribution.
Love Again : un peu, beaucoup, passionnément ou Aimer à nouveau au Québec (titre original :  Love Again) est un film américain réalisé par James C. Strouse et sorti en 2023. Il s'agit d'un remake du film allemand Coup de foudre par SMS (2016), lui-même adapté d'un roman de Sofie Cramer (de). Le film met en vedette Priyanka Chopra Jonas, Sam Heughan et Céline Dion dans une version fictive d'elle-même pour son premier rôle au cinéma.

## Synopsis
Mira Ray essaie de surmonter le décès de son fiancé. Elle envoie une série de messages romantiques à son numéro de téléphone... sans réaliser que le numéro a été réattribué à quelqu'un d'autre. Les SMS arrivent ainsi sur le numéro professionnel de Rob Burns. Ce journaliste est captivé par la sincérité de ces sublimes confessions qu'il reçoit de la part de Mira. Quand lui est confiée la mission d'écrire le portrait de Céline Dion, il sollicite cette dernière pour savoir comme organiser une rencontre avec Mira pour gagner son cœur.

## Distribution
- Priyanka Chopra Jonas (VF : Léovanie Raud ; VQ : Mélanie Laberge) : Mira Ray
- Sam Heughan (VF : Jim Redler ; VQ : Alexandre Fortin) : Rob Burns
- Céline Dion (VF et VQ : elle-même) : elle-même
- Russell Tovey (VF : Sébastien Baulain ; VQ : Alexandre L'Heureux) : Billy Brooks, collègue de Rob
- Steve Oram (en) (VF : Fabien Jacquelin ; VQ : François Caffiaux) : Richard Hughes, patron de Rob
- Omid Djalili (VQ : Pierre-Étienne Rouillard) : Mohsen, patron du restaurant où Mira et Suzy ont leurs habitudes
- Sofia Barclay (VF : Victoria Grosbois ; VQ : Sarah-Jeanne Labrosse) : Suzy Ray, sœur de Mira
- Lydia West (VF : Aurélie Konaté ; VQ : Sofia Blondin) : Lisa Scott, collègue de Rob
- Arinzé Kene (en) (VQ : Fayolle Jean Jr.) : John Wright, fiancé mort de Mira
- Celia Imrie (VF : Annie Le Youdec) : Gina Valentine, éditrice de Mira
- Nick Jonas (VF : Julien Portugais ; VQ : Xavier Dolan) : Joel, premier rendez-vous de Mira après la mort de John

 Source et légende : version française (VF) sur RS Doublage ; version québécoise (VQ) sur Doublage.qc.ca

## Production
En avril 2019, il a été annoncé que James C. Strouse va réaliser un remake en anglais, provisoirement intitulé Text for You, du film allemand Coup de foudre par SMS. Screen Gems doit produire cette nouvelle version.
En octobre 2020, Priyanka Chopra Jonas, Sam Heughan et Céline Dion rejoignent le film. En novembre 2020, Russell Tovey, Steve Oram, Omid Djalili, Sofia Barclay, Lydia West, Arinzé Kene et Celia Imrie sont également annoncés. Le tournage débute en octobre 2020 et s'est terminée début 2021. Il se déroule tout d'abord à Londres puis aux États-Unis.
En avril 2022, il est annoncé que le film est renommé It's All Coming Back to Me, d'après la chanson It's All Coming Back to Me Now que Céline Dion a reprise sur son album Falling into You (1996). En novembre 2022, le titre change à nouveau pour Love Again.

## Musique
Dans un épisode du podcast Just for Variety, Sam Heughan a déclaré que Céline Dion avait enregistré une nouvelle chanson pour le film.

## Sortie
Le film devrait sortir en salles le 5 mai 2023 aux États-Unis. Il devait auparavant sortir le 10 février 2023, puis déplacé au 12 mai 2023 par Sony Pictures Releasing,,.